# Филипповка (Фёдоровский район)
Филипповка (баш. Филипповка) — деревня в Фёдоровском районе Республики Башкортостан Российской Федерации. Входит в состав Денискинского сельсовета. 

## География

### Географическое положение
Расстояние до:
- районного центра (Фёдоровка): 18 км,
- центра сельсовета (Денискино): 3 км,
- ближайшей ж/д станции (Мелеуз): 87 км.

## Население
| 2002 | 2009 | 2010 |
| ---- | ---- | ---- |
| 5    | →5   | ↘0   |

### Национальный состав
Согласно переписи 2002 года, преобладающая национальность — русские (100 %).